# Holdeurn
De Holdeurn is een buurtschap in de Nederlandse gemeente Berg en Dal. 
De buurtschap bestaat uit ongeveer twintig verspreide boerderijen en huizen, waarvan een aantal in vakwerk gebouwd.
Holdeurn was ten tijde van het Romeinse Rijk een belangrijk centrum voor de fabricage van dakpannen en aardewerk.

## Geografie
De Holdeurn ligt ten zuidoosten van het dorp Berg en Dal. De Holdeurn loopt van net na de bebouwde kom van Berg en Dal rond de Oude Kleefsebaan tot de Duitse grens bij Wyler. Het ligt aan de rand van de beboste stuwwal en er is een opgang naar de Duivelsberg.
In de Romeinse tijd lag het aan de militaire weg van Ulpia Noviomagus Batavorum (Nijmegen) via Harenatium (Kleve) naar Colonia Ulpia Traiana (Xanten), onderdeel van de Neder-Germaanse limes.

## Archeologische vondsten
De Holdeurn was ten tijde van de Romeinen al bewoond. In de jaren tussen 1917 en 1921 is er archeologisch onderzoek gedaan door Jan Hendrik Holwerda en later tussen 1938 en 1942 door Holwerda en W.C. Braat.
Op het noordelijk deel van het terrein zijn vijf ovens voor bakstenen (tegels, dakpannen en vorsten) en een fabrica voor aardewerk uit die tijd gevonden, op het zuidelijk deel van het terrein bevonden zich woonruimtes. Er werden ook olielampjes gemaakt. Uit archeologisch onderzoek bleek dat het Holdeurnse complex  een van de grootste ovencomplexen in het noorden van het Romeinse Rijk was. Het gevonden aardewerk wordt ook Holdeurns of Nijmeegs-Holdeurns aardewerk genoemd. Het was oranje of enigszins gelig van kleur en droeg vaak een stempel met de opdruk Legio X Gemina wat doet vermoeden dat de productie georganiseerd werd vanuit de legerplaatsen bij Ulpia Noviomagus Batavorum (Nijmegen). Ook in de tweede eeuw was het complex in gebruik voor de regimenten uit Xanten en Bonn. De beide locaties zijn nu rijksarcheologische monumenten.
Veel van het Holdeurns aardewerk is ook gevonden bij het fort Laurum in Woerden.
In 2009 is na grondradaronderzoek gebleken dat het complex twee keer zo groot was als eerder gedacht.

## Werelderfgoed
De Nederlandse en Duitse regering hebben de Neder-Germaanse limes in 2011 voorgedragen voor de kandidatenlijst voor het werelderfgoed als uitbreiding op de delen in Duitsland en Engeland. Op 9 januari 2020 is het nominatiedossier aan de UNESCO aangeboden, met daarin de meest complete en best bewaarde vindplaatsen uit de Romeinse tijd. 
Op 4 juni 2021 is een positief advies uitgebracht door ICOMOS.
Op 27 juli 2021 zijn tijdens de vergadering van het Werelderfgoedcomité van de UNESCO in het Chinese Fuzhou de onderdelen uit het nominatiedossier  de status van Werelderfgoed toegekend.
Uit het nominatiedossier :
Het genomineerde landgoed van De Holdeurn omvat de restanten van een industrieterrein, dat bakstenen, tegels en aardewerk produceerde. Het werd opgericht aan weerszijden van een ondiepe vallei die afdaalde van de stuwwal van Nijmegen-Kleve, op een afstand van zo'n 4 km ten zuidoosten van het legioensfort van Nijmegen-Hunerberg. De exploitatie van ontsluitingen van tertiaire kleiafzettingen wordt bewezen door verschillende leemputten, die ofwel werden opgevuld met productieafval of nog steeds zichtbaar zijn. Water werd geleverd door een beek op de bodem van de ondiepe vallei, geflankeerd door ovens en gebouwen. Het omliggende bos bood de enorme hoeveelheden brandhout die nodig zijn. Opgravingen hebben het bestaan van ten minste negen ovens aan het licht gebracht, een droogschuur en een groot gebouw (ca. 46 x 48 m) met industriële en woonfuncties. De meeste ovens lijken
tijdens opgravingen te zijn ontmanteld, maar twee ovens zijn gedeeltelijk intact gelaten, evenals delen van de gebouwen.

## Foto's

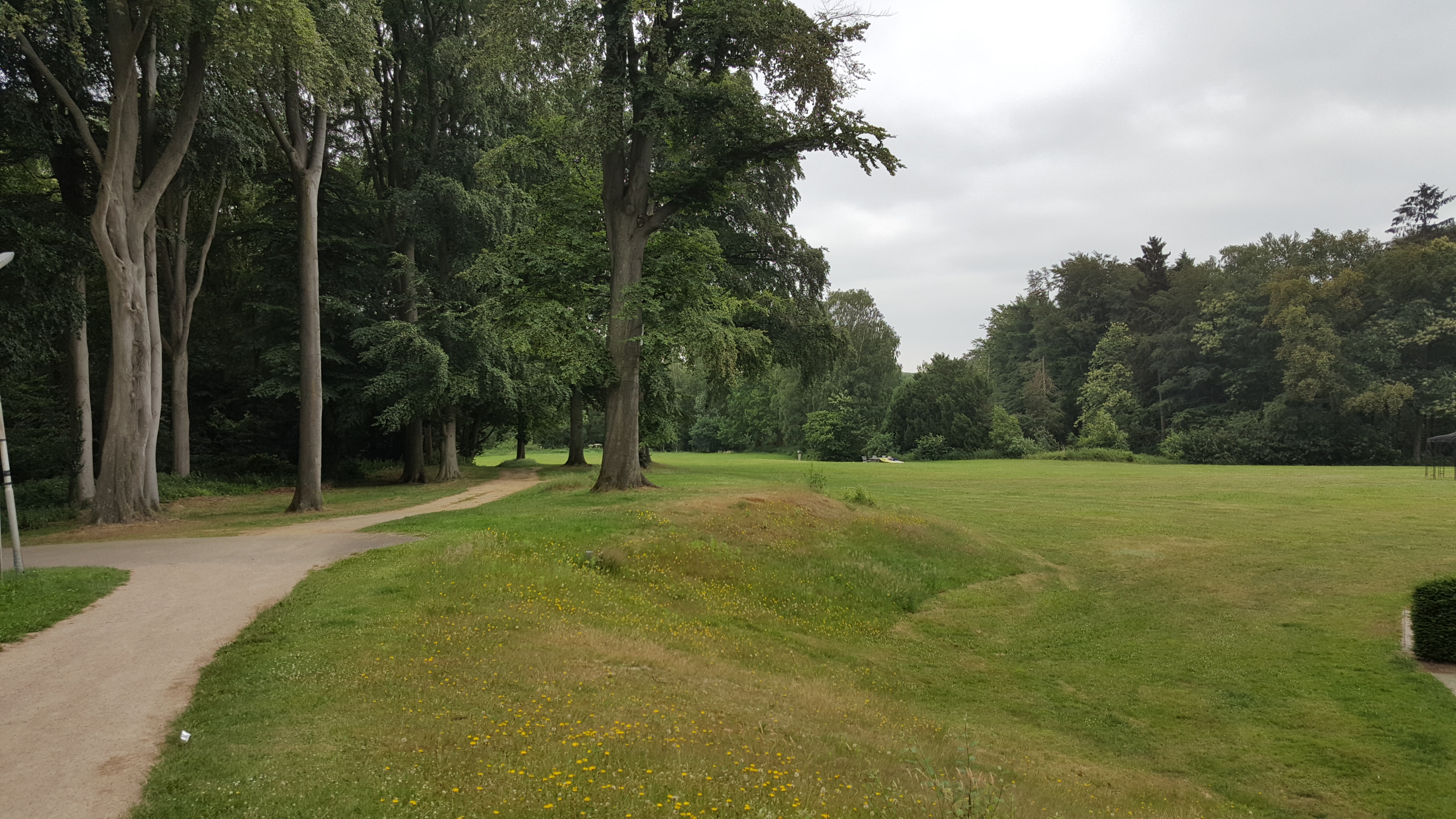
Terrein Holdeurn
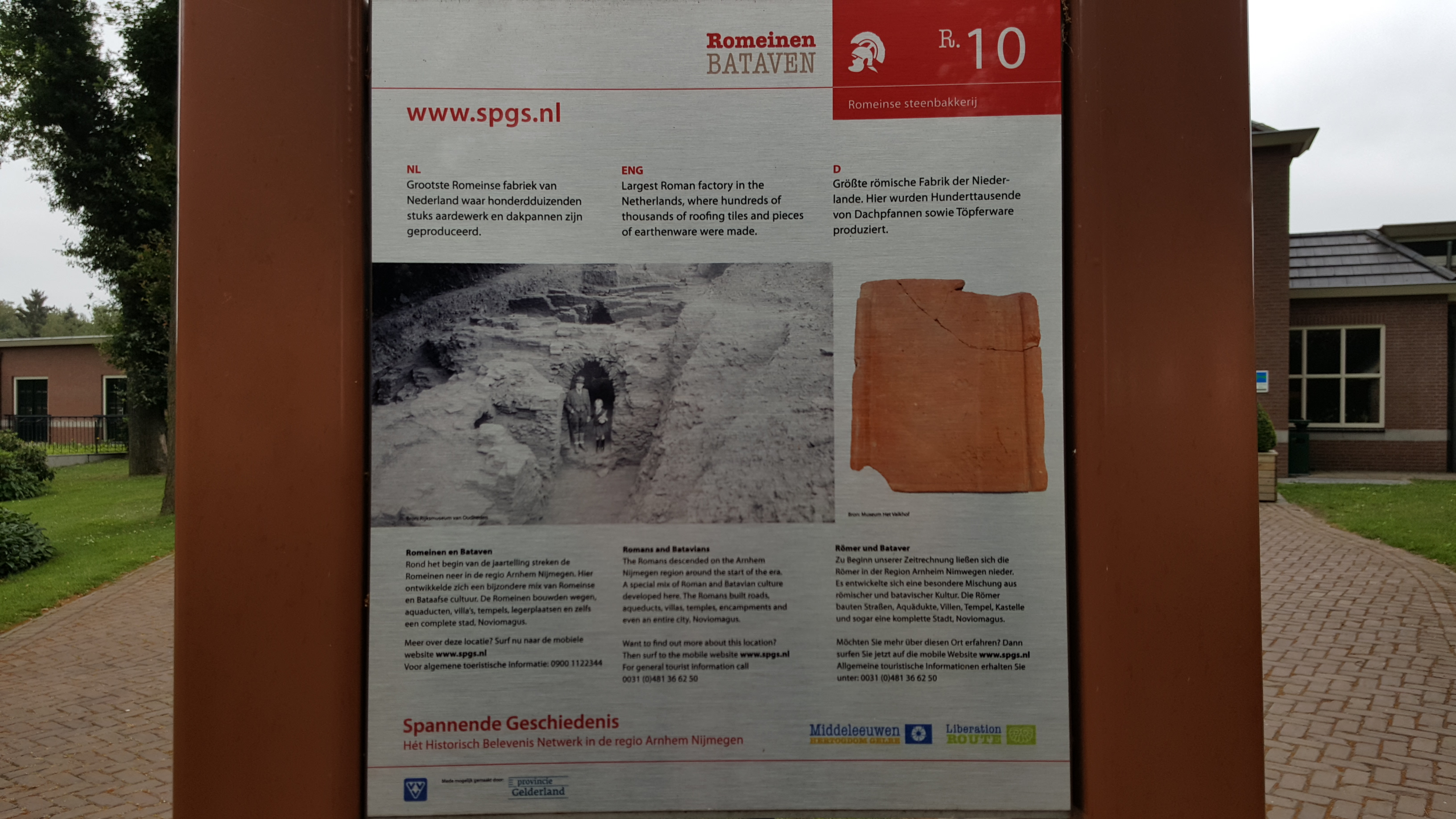
Informatiebord
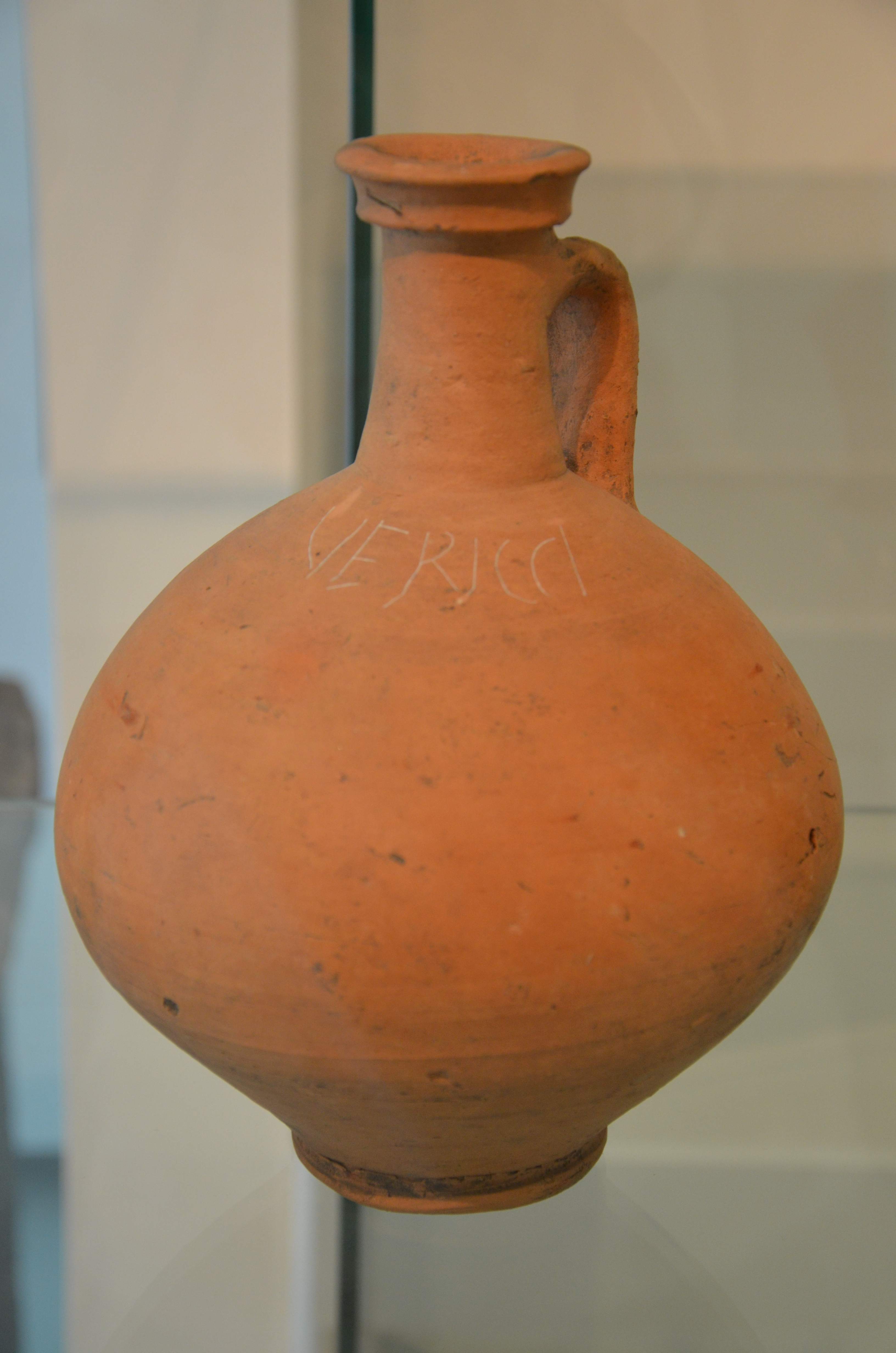
Kan van aardewerk uit Holdeurn met ingesneden opschrift VERICCI Datering rond 105–125 gevonden op de Hunnerberg in bezit van: Museum Het Valkhof

Dorpen: Beek · Berg en Dal · Breedeweg · Erlecom · Groesbeek · Heilig Landstichting · De Horst · Kekerdom · Leuth · Millingen aan de Rijn · Ooij · Persingen · Ubbergen

Buurtschappen: Bisselt (deels) · De Bruuk · Colonjes · Dennenkamp · Dekkerswald · Dukenburg · Grafwegen · Groenlanden · Haukes · Holdeurn · De Kamp · Kerstendal · Lagewald · Meerwijk · De Muchter · Nieuwerf · De Plak · De Ploeg · Stekkenberg · Thorense Molen · Tiengeboden · Valkenlaagte · Het Vilje · De Vlietberg · Wercheren · Zeeland